# شبه‌جزیره کامچاتکا
شبه‌جزیره کامچاتکا (به روسی: Полуостров Камчатка، تلفظ: پُلواُسترُوْ کامچاتکا) در خاور دور روسیه قرار دارد و میان دریای اُخُتسک و اقیانوس آرام گسترده شده است. این منطقه به خاطر طبیعت بکر و دست‌نخورده‌اش شهرت دارد و بخش بزرگی از آن پوشیده از کوه‌ها، آتشفشان‌ها و یخچال‌های طبیعی است. وجود بیش از ۱۶۰ آتشفشان، که ۲۹ مورد آن‌ها فعال هستند، باعث شده کامچاتکا را «سرزمین آتش و یخ» بنامند. این آتشفشان‌ها نه‌تنها چشم‌اندازهای دیدنی ایجاد کرده‌اند، بلکه چشمه‌های آب گرم و معدنی متعددی را نیز به وجود آورده‌اند که در تمام سال بخارشان در هوای سرد منطقه دیده می‌شود.
آب‌وهوای کامچاتکا متنوع است و از زمستان‌های طولانی و برفی تا تابستان‌های خنک را شامل می‌شود. شرق شبه‌جزیره مرطوب و پرباران است، در حالی که بخش‌های داخلی و غربی خشک‌تر و سردتر هستند. این تنوع اقلیمی، زیستگاه‌های گوناگونی از توندرا تا جنگل‌های سوزنی‌برگ را ایجاد کرده که میزبان گونه‌های جانوری خاصی چون خرس قهوه‌ای کامچاتکا، عقاب دریایی استلر و انواع ماهی آزاد اقیانوس آرام است. رودخانه‌های پرآب این منطقه از بهترین زیستگاه‌های ماهی آزاد در جهان به‌شمار می‌روند و نقش مهمی در تغذیه حیات دریایی و پرندگان مهاجر دارند.
کامچاتکا با وجود وسعت و غنای طبیعی، جمعیت انسانی کمی دارد و بسیاری از مناطق آن فقط با هواپیما یا قایق قابل دسترسی هستند. این ویژگی باعث شده بخش بزرگی از طبیعت آن تقریباً دست‌نخورده باقی بماند و گردشگران ماجراجو را از سراسر جهان جذب کند که برای اسکی روی دامنه آتشفشان‌ها و سگ‌سورتمه‌سواری و مشاهدهٔ حیات وحش و موج‌سواری در سواحل اقیانوس آرام، به این محل می‌آیند. در برخی روزهای صاف، می‌توان از یک نقطه چند آتشفشان فعال را همزمان دید که از دهانه‌شان دود یا بخار بلند می‌شود. آتشفشان‌های کامچاتکا جزوی از میراث جهانی یونسکو و حلقه آتش هستند. دره آب‌فشان‌ها از دیگر نقاط دیدنی این شبه‌جزیره است.
شبه جزیره کامچاتکا، جزایر کماندورسکی و جزیره جزیره کاراگینسکی، سرزمین کامچاتاکا روسیه را تشکیل می‌دهند. اکثریت جمعیت ۳۲۲۰۷۹ نفری این جزیره روسی و نزدیک ۱۳۰۰۰ (۲۰۱۴) هزار نفر از مردمان کوریاک هستند. بیشتر از نصف جمعیت در شهر پتروپاولوفسک-کامچاتسکیی با (۱۷۹۵۲۶ در ۲۰۱۴) و یلیزوفو (۳۸۹۸۰) زندگی می‌کنند. 

## تاریخچه
شبه‌جزیرهٔ کامچاتکا حدود چهار تا سه هزار سال پیش از میلاد مسکون شد و پیش از ورود روس‌ها، اقوام بومی چون کوریاک، ایتلمِن، آلیوتور و در جنوب، آینوها در آن زندگی می‌کردند. پیش از ورود روس‌ها به این شبه جزیره تقریباً نیمی از جمعیت آن را قوم کوریاک تشکیل می‌داد. نخستین کازاک‌های روس در اواخر سدهٔ هفدهم به این منطقه رسیدند و کاوش‌هایی به رهبری ولادیمیر آتلاسوف در سال‌های ۱۶۹۷ تا ۱۶۹۹ تقریباً سراسر شبه‌جزیره را شناسایی کرد. پس از آن، قلعه‌هایی چون ورخنی‌کامچاتسک و نژنی‌کامچاتسک ساخته شد، اما شورش‌ها و درگیری‌های گسترده با بومیان تا میانهٔ قرن هجدهم ادامه داشت. اپیدمی آبله در سال‌های ۱۷۶۸–۱۷۶۹ جمعیت بومیان را به‌شدت کاهش داد و در پی ازدواج‌های گسترده با روس‌ها، هویت فرهنگی آنان تغییر یافت.
در سده‌های هجدهم و نوزدهم، کاوشگرانی چون ویتوس برینگ و کارل فون دیت‌مار به شناسایی منطقه پرداختند و پتروپاولوفسک-کامچاتسکی در ۱۷۴۰ تأسیس شد. در جریان جنگ کریمه (۱۸۵۴)، این شهر با وجود برتری دشمن، در برابر نیروهای فرانسه و بریتانیا دفاع کرد، اما سال بعد به‌دلیل موقعیت آسیب‌پذیر تخلیه شد. در اواخر قرن نوزدهم و اوایل قرن بیستم، جمعیت روسی حدود ۲۵۰۰ نفر و جمعیت بومی حدود ۵۰۰۰ نفر بود.
در دوران اتحاد جماهیر شوروی، کامچاتکا از ۱۹۴۵ تا ۱۹۹۱ منطقه‌ای نظامی و بسته برای خارجی‌ها بود. پایگاه زیردریایی ویلیوچینسک در ۱۹۶۸ و میدان آزمایش موشکی کورا در ۱۹۵۵ ایجاد شد. همچنین در سال‌های ۱۹۴۶ تا ۱۹۴۹ حدود ۵۰ هزار کارگر کره‌ای شمالی به این منطقه آمدند که بخشی از آنان ماندگار شدند.
پس از فروپاشی شوروی، جمعیت کامچاتکا کاهش یافت و گردشگری که از اوایل دههٔ ۱۹۹۰ برای خارجی‌ها آزاد شد، به‌دلیل دوری جغرافیایی محدود ماند. در سال ۲۰۲۰، خلیج آواچا شاهد مرگ‌ومیر گستردهٔ موجودات دریایی بر اثر پدیدهٔ «جزر و مد قرمز» بود که به‌عنوان یک فاجعهٔ زیست‌محیطی شناخته شد.

## جغرافیا

پستی‌وبلندی‌های شبه‌جزیره کامچاتکا

ناحیه مشخص‌شده، سرزمین کامچاتکا را نشان می‌دهد که شامل شبه‌جزیره کامچاتکا و بخشی از سرزمین اصلی در شمال آن است.

کامچاتکا شبه‌جزیره‌ای به درازای ۱۲۵۰ کیلومتر در خاور دور روسیه است. مساحت آن ۴۷۲٬۳۰۰ کیلومتر مربع و محل آن در میان دریای برینگ در اقیانوس آرام در شرق و دریای اُخُتسک در غرب است. درست در راستای کرانه این شبه جزیره در کف اقیانوس آرام، درازگودال کوریل-کامچاتکا قرار دارد که عمق آن ۱۰٬۵۰۰ متر اندازه‌گیری شده است.
از نظر سیاسی، این شبه‌جزیره بخشی از سرزمین کامچاتکا است. نوک جنوبی آن دماغه لوپاتکا نام دارد (در روسی «لوپاتکا» به معنای بیل است). خلیج دایره‌ای شکل در شمال این دماغه در سوی اقیانوس آرام، خلیج آواچا است که پایتخت، پتروپاولوفسک-کامچاتسکیی، در آن قرار دارد. در امتداد ساحل اقیانوس آرام به سمت شمال، چهار دماغه به نام‌های شیپونسکی، کرونوستسکی، کامچاتسکی و اوزرنوی قرار دارند. در شمال دماغه اوزرنوی، خلیج کاراگینسکی بزرگ واقع شده که شامل جزیره کاراگینسکی است. شمال‌شرق این منطقه (خارج از نقشهٔ نشان‌داده‌شده) خلیج کورفا و شهر تیلیچیکی قرار دارند. در سوی مقابل شبه‌جزیره، خلیج شلیخف واقع است.
رشته‌کوه سردینی یا مرکزی ستون فقرات این شبه‌جزیره را تشکیل می‌دهد. در امتداد ساحل جنوب‌شرقی، رشته‌کوه ووستوچنی قرار دارد. میان این دو رشته‌کوه، درهٔ مرکزی واقع شده است. رود کامچاتکا در شمال‌غرب آواچینسکی سرچشمه می‌گیرد و در امتداد درهٔ مرکزی به سمت شمال جریان می‌یابد، سپس در نزدیکی کلیوچی به سمت شرق می‌چرخد و در جنوب دماغه کامچاتسکی در اوست-کامچاتسک به اقیانوس آرام می‌ریزد.
در سدهٔ نوزدهم، مسیری از نزدیکی کلیوچی به سمت غرب و گذر از کوه‌ها به رود و شهر تِگیل وجود داشت که مرکز اصلی دادوستد در ساحل غربی بود. شمال تگیل، ناحیه خودگردان کوریاک قرار دارد و جنوب آن رود ایچا جریان دارد. کمی جنوب سرچشمه رود کامچاتکا، رود بولشایا به سوی جنوب‌غربی می‌پیچد و در بولشرتسک به دریای اختسک می‌ریزد؛ بندری که زمانی کامچاتکا را به اختسک متصل می‌کرد. در جنوب رود بیسترایا، رود گولیگینا جریان دارد.
پتروپاولوفسک-کامچاتسکی و شهرهای بخش مرکزی شبه‌جزیره با یک بزرگراه به اوست-کامچاتسک متصل هستند. بخش جنوبی این جاده آسفالت و نیمهٔ شمالی آن که جمعیت کمتری دارد شنی است. جادهٔ دیگری پایتخت محلی را به بولشرتسک وصل می‌کند و در هر دو مسیر خدمات اتوبوس‌رانی برقرار است. بیشتر جاده‌های دیگر شنی یا خاکی هستند و عبور از آن‌ها به خودروهای بیراهه‌نورد نیاز دارد. همچنین ترابری مسافری هوایی به‌طور نیمه‌منظم برقرار است.

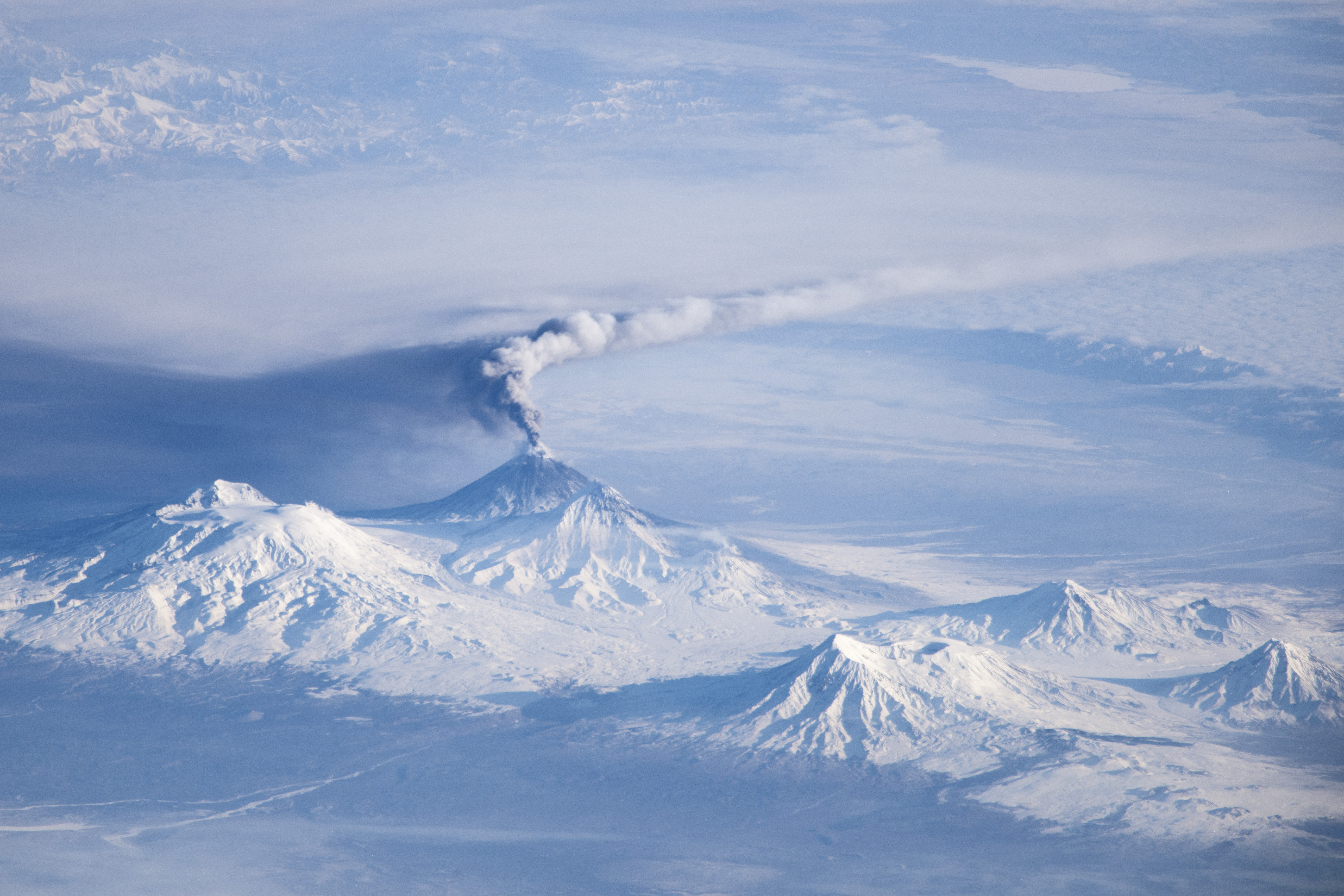
فوران کلوچفسکایا اسپوکا

منطقهٔ دایره‌ای شکل مشخص در درهٔ مرکزی، کلوچفسکایا اسپوکا است؛ یک گروه آتشفشانی منفرد در جنوب‌شرقی پیچ رود کامچاتکا. در غرب دماغهٔ کرونوستسکی، ذخیره‌گاه زیست‌کره کرونوتسکی و دره آب‌فشان‌ها قرار دارند. در نوک جنوبی شبه‌جزیره نیز پناهگاه حیات‌وحش کامچاتکای جنوبی با دریاچه کوریله واقع شده است. چندین منطقهٔ حفاظت‌شدهٔ دیگر نیز در این شبه‌جزیره وجود دارد.

## آب‌وهوا
شبه‌جزیره کامچاتکا سالانه تا ۲۷۰۰ میلی‌متر بارش دریافت می‌کند که بسیار بیشتر از دیگر نقاط شرق روسیه است. این رطوبت عمدتاً به دلیل وزش بادهای غربی از روی دریای ژاپن و برخورد آن‌ها با کوهستان ایجاد می‌شود. تابستان‌ها نسبتاً خنک و زمستان‌ها طوفانی‌اند، هرچند آذرخش نادر است. با وجود عرض جغرافیایی مشابه اسکاتلند، وزش بادهای سرد سیبری و جریان سرد اویاشیو باعث می‌شود از اکتبر تا اواخر مه پوشش برفی برقرار باشد.
بر اساس سامانه طبقه‌بندی اقلیمی کوپن، بیشتر کامچاتکا دارای اقلیم جنب‌شمالگان است و مناطق مرتفع و شمالی‌تر اقلیم قطبی دارند، در حالی که قله‌های بلندترین کوه‌ها دارای اقلیم کلاهک‌های یخی هستند. شرق شبه‌جزیره مرطوب‌تر و ملایم‌تر از شرق سیبری است و بین اقلیم قاره‌ای سیبری و اقلیم اقیانوسی جزایر آلیوتی قرار می‌گیرد.
تفاوت‌های محلی قابل‌توجه‌اند: شرق ساحلی و یخچالی، مانند شبه‌جزیره کرونوتسکی، تا ۲۵۰۰ میلی‌متر بارش دارد، در حالی که جنوب‌شرقی پتروپاولوفسک-کامچاتسکی حدود ۱۱۶۶ میلی‌متر دریافت می‌کند. در این مناطق، تابستان‌ها حدود ۱۶ درجه و زمستان‌ها حدود منفی ۸ درجه‌اند و تغییرات دمای روزانه معمولاً بیش از ۵ درجه نیست. جنوب مدار ۵۷ درجهٔ شمالی فاقد پایایخبندان است، اما در شمال آن وجود دارد.
ساحل غربی سردتر و خشک‌تر است و بارش آن از ۸۸۰ میلی‌متر در جنوب تا ۴۳۰ میلی‌متر در شمال متغیر است؛ دمای زمستان در شمال به حدود منفی ۲۰ درجه می‌رسد. در درهٔ مرکزی رود کامچاتکا، مانند کلیوچی، بارش ۴۵۰ تا ۶۵۰ میلی‌متر و دما قاره‌ای‌تر است؛ تابستان‌ها تا ۱۹ درجه و زمستان‌ها گاه تا منفی ۴۱ درجه سرد می‌شود.
ماه‌های تابستان (۱۵ تا ۲۰ درجه) پرطرفدارترین زمان برای گردشگری هستند، اما رشد ورزش‌های زمستانی باعث رونق گردشگری در تمام سال شده است. آتشفشان‌ها، یخچال‌ها و چشمه‌های آب گرم نقش مهمی در شکل‌گیری اقلیم و حفظ گونه‌های بازمانده از یخبندان کواترنری دارند.

### زمین‌شناسی، زمین‌لرزه‌ها و آتشفشان‌ها

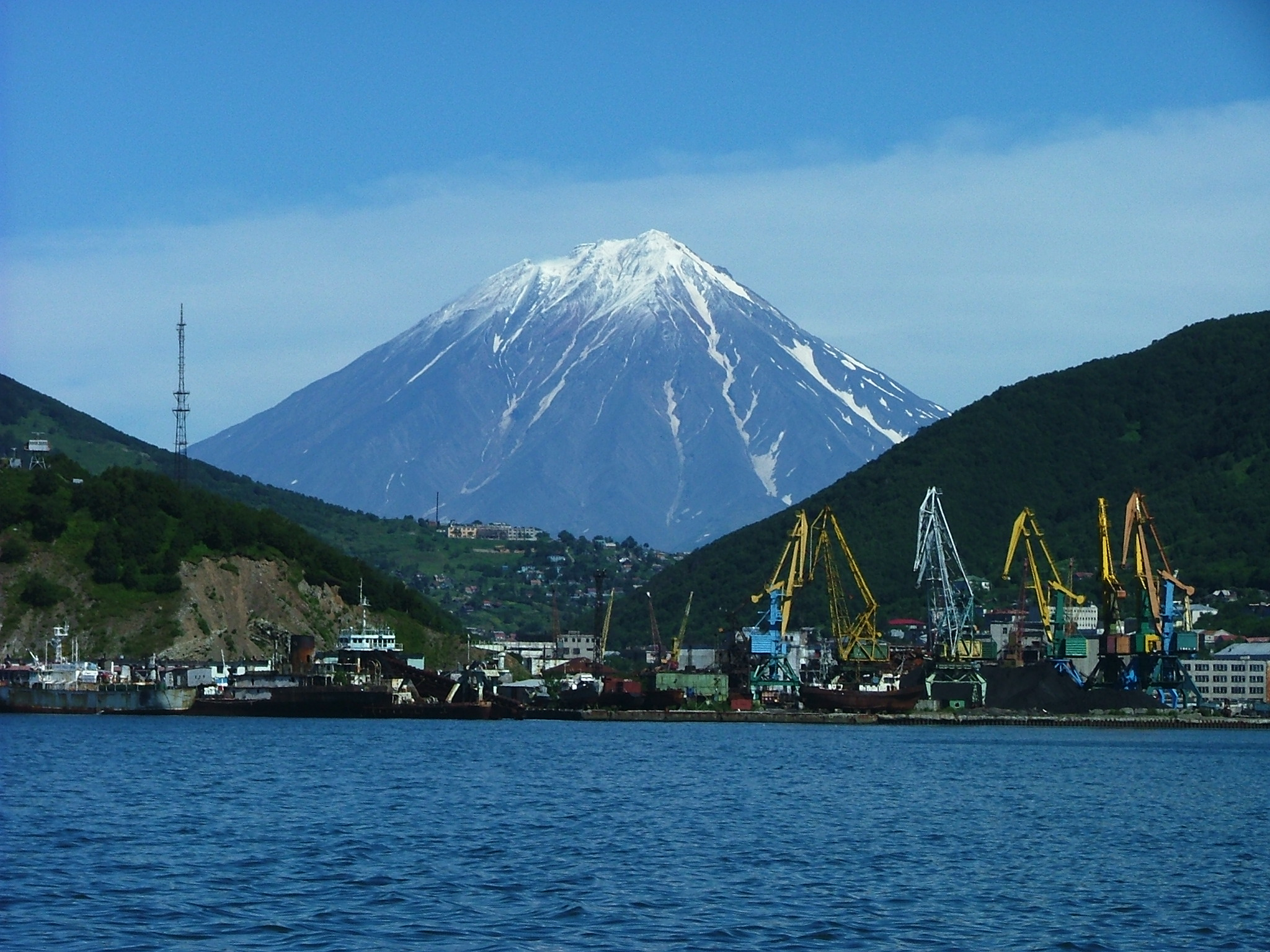
آتشفشان کوریاکسکی.

رود کامچاتکا و درهٔ مرکزی پیرامون آن، میان دو کمربند آتشفشانی بزرگ قرار دارد که در مجموع حدود ۱۶۰ آتشفشان را در بر می‌گیرد و ۲۹ تای آن‌ها هنوز فعال هستند. این شبه‌جزیره دارای تراکم بالای آتشفشان‌ها و پدیده‌های آتشفشانی مرتبط است و ۱۹ آتشفشان فعال آن در قالب شش سایت میراث جهانی یونسکو در مجموعهٔ «آتشفشان‌های کامچاتکا» ثبت شده‌اند. این منطقه فعال‌ترین ناحیه آتشفشانی در قارهٔ اوراسیا به‌شمار می‌رود و به دلیل همزیستی آتش و یخ، به «سرزمین آتش و یخ» نیز شهرت دارد.
بلندترین آتشفشان این منطقه، کلوچفسکایا اسپوکا با ارتفاع ۴٬۷۵۰ متر است که بزرگ‌ترین آتشفشان فعال نیم‌کرهٔ شمالی محسوب می‌شود. بسیاری از این آتشفشان‌ها مخروط‌های بسیار متقارن دارند و کرونوتسکی به‌گفتهٔ آتشفشان‌شناسان رابرت و باربارا دکر، یکی از زیباترین آتشفشان‌های جهان است. سه آتشفشان کوریاکسکی، آواچینسکی و کوزلسکی که از پتروپاولوفسک-کامچاتسکیی دیده می‌شوند، دسترسی آسان‌تری دارند. در مرکز کامچاتکا، دره آب‌فشان‌ها قرار دارد که بخشی از آن در ژوئن ۲۰۰۷ بر اثر رانش عظیم گل‌ولای تخریب شد.
وجود درازگودال کوریل–کامچاتکا باعث بروز زمین‌لرزه‌های عمیق و سونامی‌های نسبتاً رایج می‌شود. دو زمین‌لرزه کلان‌راندگی مهم در ۱۷ اکتبر ۱۷۳۷ (بزرگی حدود ۹٫۳) و ۵ نوامبر ۱۹۵۲ (بزرگی حدود ۹٫۰) در سواحل این منطقه رخ داد. زمین‌لرزه ۲۰۰۶ کامچاتکا در آوریل ۲۰۰۶ ثبت شد. همچنین زمین‌لرزه‌ای به بزرگی ۷٫۷ در ۱۸ ژوئیه ۲۰۱۷ در اقیانوس آرام، ۲۰۲ کیلومتری شرق-جنوب‌شرقی نیکلْسکوی رخ داد. در ۳۰ ژوئیهٔ ۲۰۲۵ نیز زمین‌لرزه ۲۰۲۵ کامچاتکا با بزرگی ۸٫۸ و عمق ۲۱ کیلومتر در ۱۱۹ کیلومتری شرق-جنوب‌شرقی پتروپاولوفسک-کامچاتسکیی به وقوع پیوست.

## جانوران و گیاهان

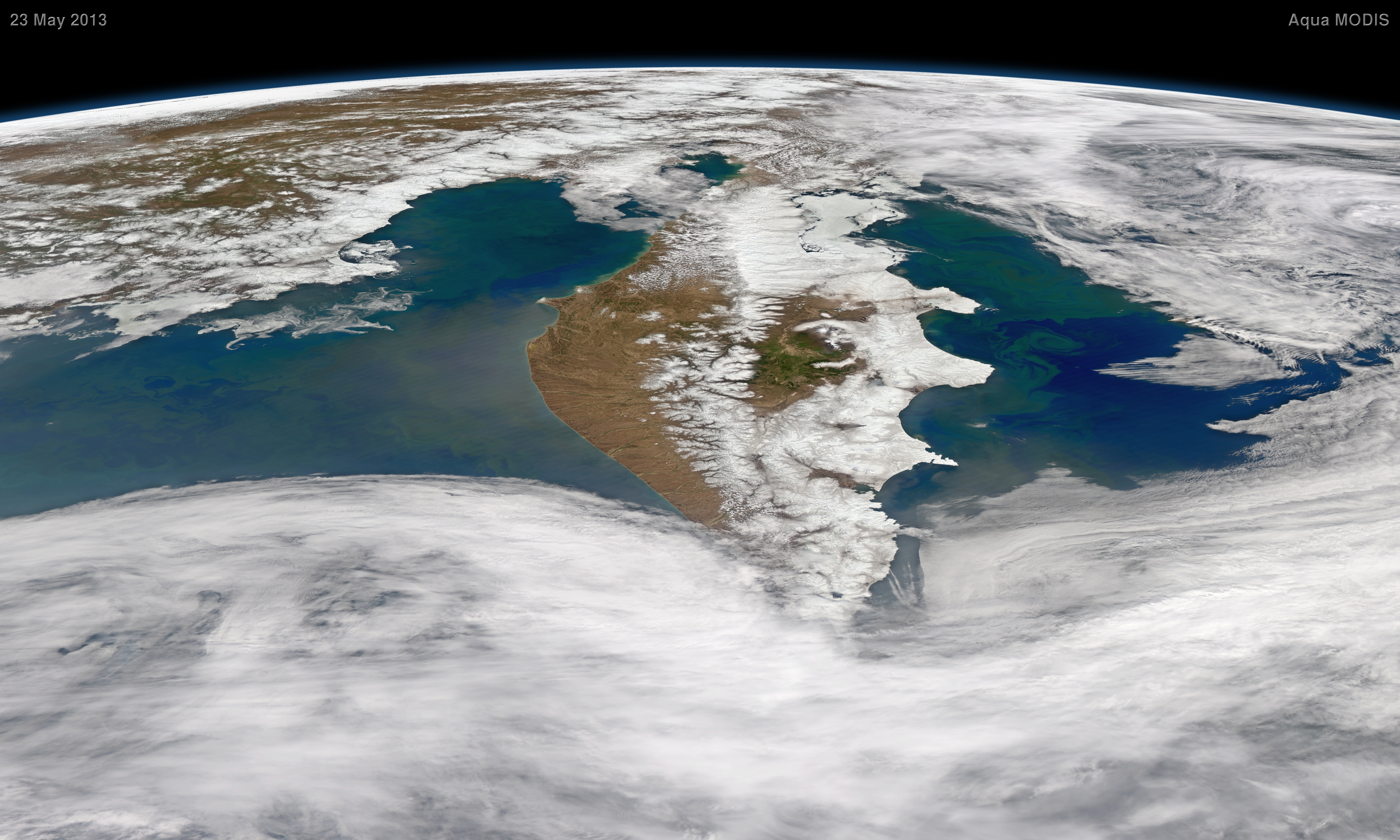
شبه‌جزیره کامچاتکا در میان شکوفایی جلبکی در سال ۲۰۱۳

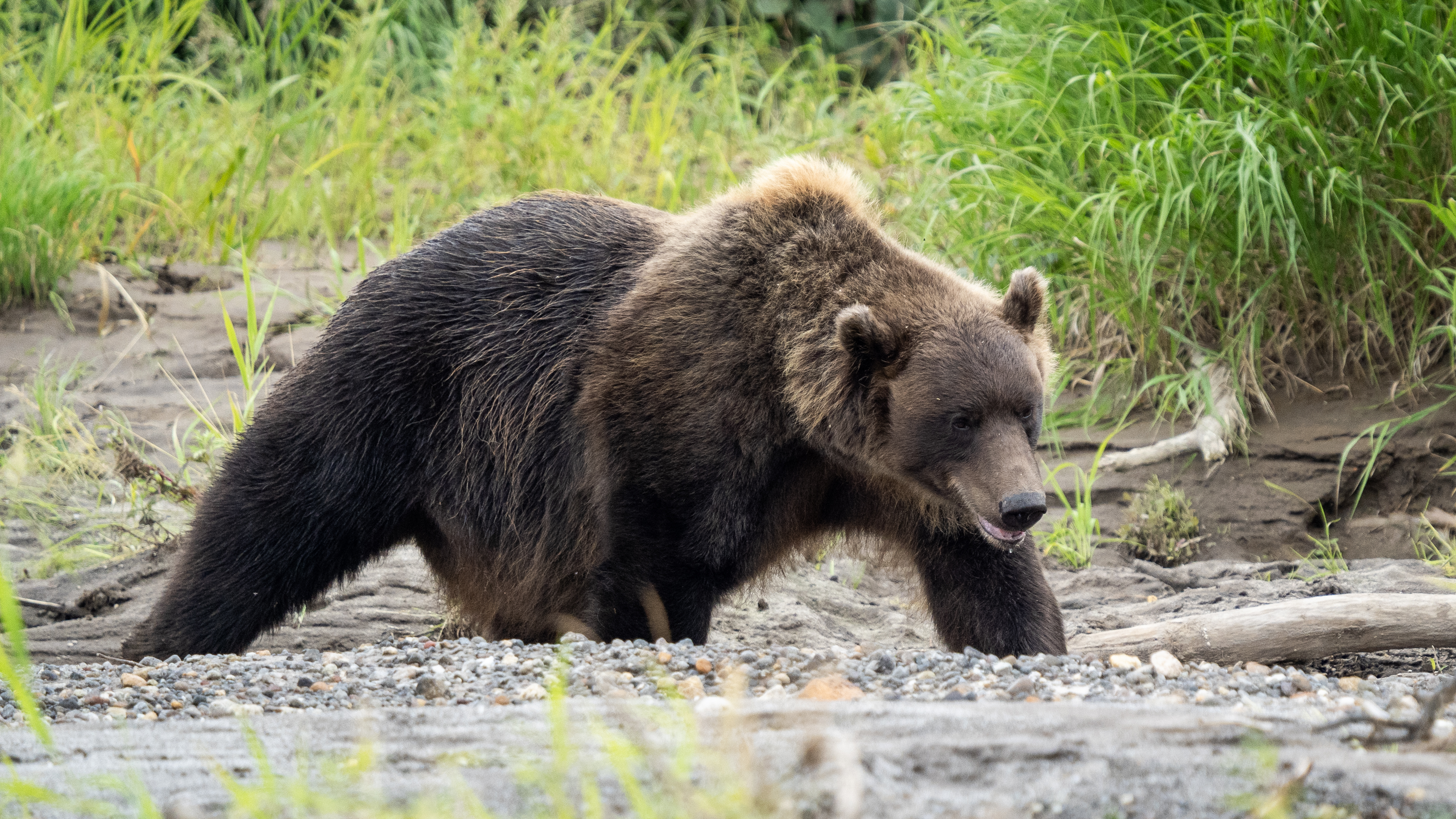
خرس قهوه‌ای کامچاتکا در تابستان

کامچاتکا دارای پوشش گیاهی غنی است. تنوع اقلیمی، نواحی گیاهی متفاوتی را ایجاد کرده که در آن‌ها توندرا و موسکگ غالب‌اند و پس از آن علفزارها، بوته‌های گلدار و جنگل‌های کاج، توس، توسکا و بید قرار دارند. این گوناگونی پوشش گیاهی، تنوع مشابهی را در گونه‌های جانوری که از آن تغذیه می‌کنند، پدیدآورده است. هرچند بخش عمده‌ای از کامچاتکا توندراست، درختان برگ‌ریز و سوزنی‌برگ به‌وفور یافت می‌شوند و جنگل‌ها در سراسر شبه‌جزیره پراکنده‌اند.
تنوع و فراوانی حیات وحش کامچاتکا حاصل عوامل گوناگونی است، از جمله گسترهٔ وسیع اقلیم‌ها، ناهمواری‌ها و جغرافیای متنوع، رودخانه‌های آزاد، نزدیکی به آب‌های پربازده شمال‌غرب اقیانوس آرام، دریای برینگ و دریای اختسک، جمعیت انسانی اندک و توسعهٔ محدود. این منطقه جنوبی‌ترین گسترهٔ توندرای قطبی در جهان را نیز در خود جای داده است. با این حال، بهره‌برداری تجاری از منابع دریایی و پیشینهٔ شکار خز، به برخی گونه‌ها آسیب رسانده است.
کامچاتکا به وفور و اندازهٔ بزرگ خرس‌های قهوه‌ای‌اش مشهور است. در ذخیره‌گاه طبیعی کرونوتسکی، تراکم خرس‌ها سه تا چهار قلاده در هر ۱۰۰ کیلومتر مربع برآورد شده است. دیگر گوشت‌خواران مهم شامل گرگ توندرا، روباه قطبی، روباه سرخ، سیاه‌گوش اوراسیایی، دله، سمور سیبری، شنگ اوراسیایی، قاقم و راسوی کوچک هستند. از میان علف‌خواران بزرگ می‌توان به گوسفند برفی، گوزن شمالی و موس اشاره کرد که یکی از بزرگ‌ترین گوزن‌های جهان و بزرگ‌ترین در اوراسیاست. همچنین گونه‌های مختلف جوندگان و خرگوشان مانند خرگوش کوهستان، مارموت و چندین گونهٔ موش قطبی و سنجاب در اینجا زیست می‌کنند. این شبه‌جزیره زیستگاه عقاب دریایی اشتلر، عقاب طلایی و شنقار نیز هست.
کامچاتکا احتمالاً بیشترین تنوع آزادماهیان جهان را دارد، از جمله شش گونهٔ رودکوچ مانند آزادماهی جویبار، ماهی آزاد کوهو، آزادماهی سگی، آزادماهی ماسو، آزادماهی صورتی و آزادماهی سرخ. برآورد می‌شود که یک‌پنجم کل آزادماهی اقیانوس آرام از این منطقه سرچشمه بگیرد. دریاچه کوریله بزرگ‌ترین محل تخم‌ریزی آزادماهی سرخ در اوراسیاست. برای حفاظت از ذخایر آزادماهی، حدود ۲۴٬۰۰۰ کیلومتر مربع در امتداد ۹ رودخانهٔ پربازده به‌عنوان منطقهٔ حفاظت‌شده تعیین شده است.
آب‌های پربازده شمال‌غرب اقیانوس آرام و دریای اختسک محل زیست نهنگ قاتل، گرازماهی پهلوسفید، گرازماهی بندری، نهنگ گوژپشت، نهنگ عنبر، نهنگ تیغ‌باله و گاه نهنگ خاکستری، نهنگ صاف آرام شمالی در معرض انقراض، نهنگ قطبی و گونه‌های مختلف نهنگ منقاردار و نهنگ بزرگ‌باله کوچک است. نهنگ آبی نیز در تابستان در فلات جنوب‌شرقی تغذیه می‌کند. میان فک‌ها، شیر دریایی اشتلر، فک خزپوش شمالی، فک خالدار و فک بندرگاه در بیشتر سواحل فراوان‌اند و در شمال، گراز دریایی و فک ریشدار در سمت اقیانوس آرام و فک نواری روی یخ‌های خلیج کاراگینسکی زادآوری می‌کنند. سمور دریایی بیشتر در جنوب شبه‌جزیره متمرکز است.
پرندگان دریایی این منطقه شامل ماهی‌گیرک، بدبومرغ شمالی، گونه‌های مختلف سینه‌سفید، کاکایی صخره‌نشین، طوطی دریایی، و گونه‌های گوناگون باکلان است. حیات دریایی نیز غنی است و گونه‌های با ارزش تجاری مانند شاه‌خرچنگ قرمز، شانه‌گونان، ماهی مرکب، زغال‌ماهی، ماهی روغن، شاه‌ماهی، لوزی‌ماهی و انواع کفشک‌ماهی در این آب‌ها یافت می‌شوند.

## گردشگری
از جاذبه‌های شبه‌جزیرهٔ کامچاتکا می‌توان به چشمه‌های آب گرم و معدنی، آتشفشان‌ها، یخچال‌های طبیعی، تنوع گیاهی و جانوری و دیگر ویژگی‌های طبیعی که تا حد زیادی دست‌نخورده باقی مانده‌اند، اشاره کرد. فعالیت‌های گردشگری در این منطقه شامل ماهیگیری تفریحی، گردشگری کوهستانی، اسکی هلی‌کوپتری، اسنوبردسواری، سگ‌سورتمه و موج‌سواری است.

## نگارخانه

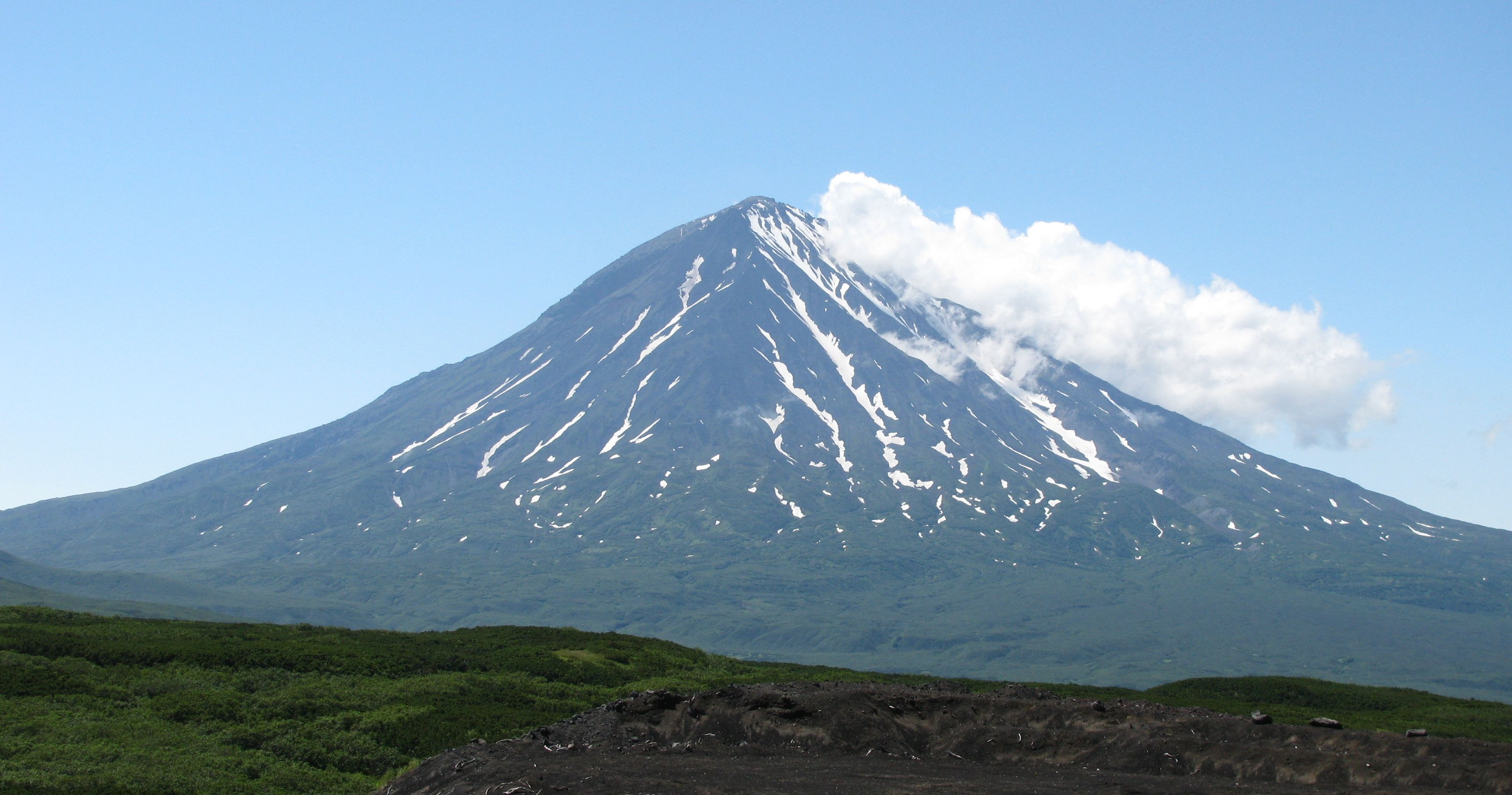
اوپالا در بخش جنوبی کامچاتکا
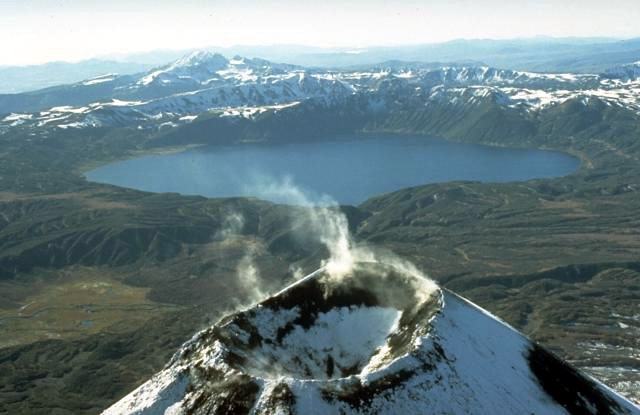
دهانهٔ پُرآب آکادمیا نائوک، دیده‌شده از شمال با آتشفشان کاریمسکی در پیش‌زمینه
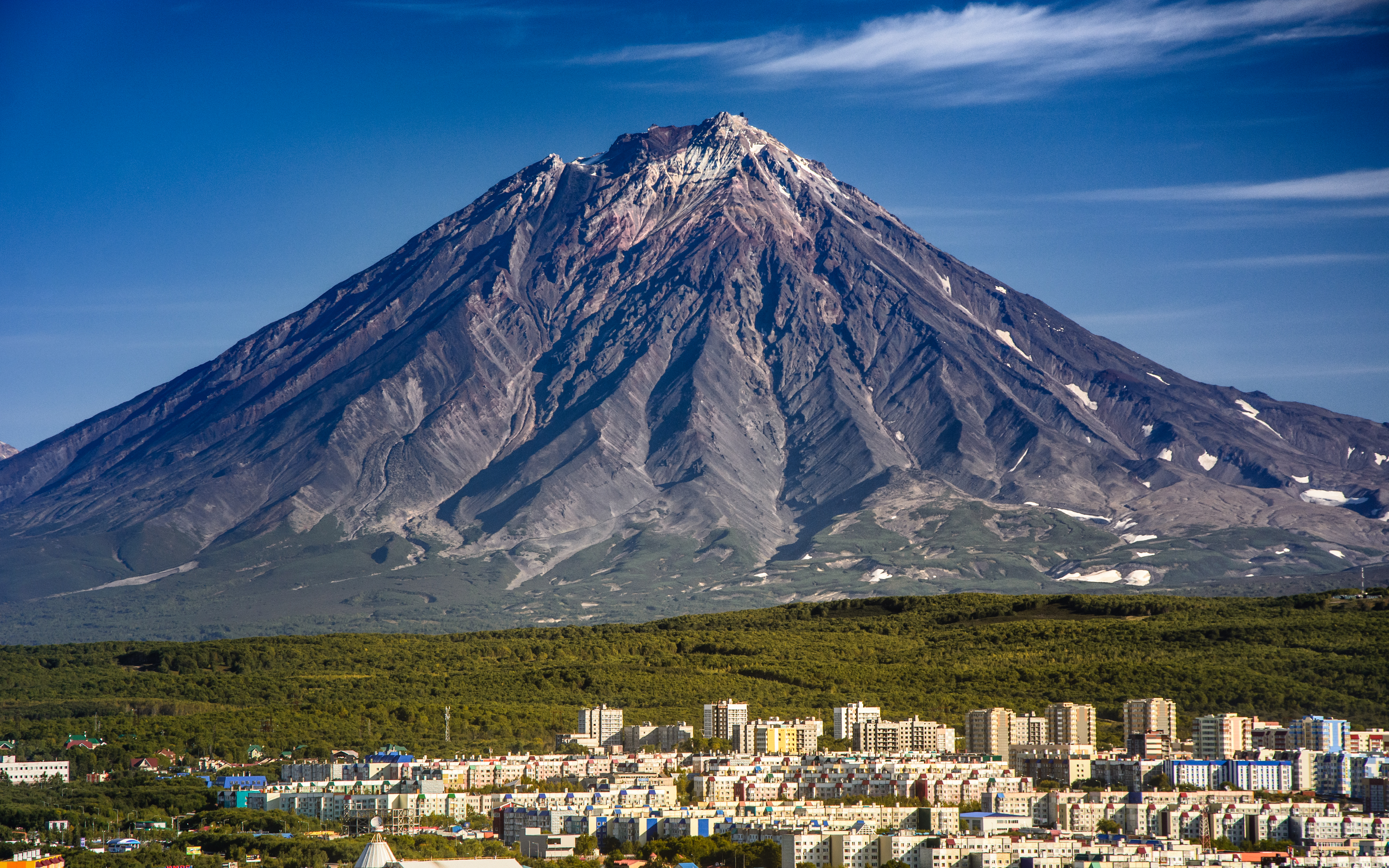
آتشفشان کوریاکسکی مشرف بر پتروپاولوفسک-کامچاتسکیی
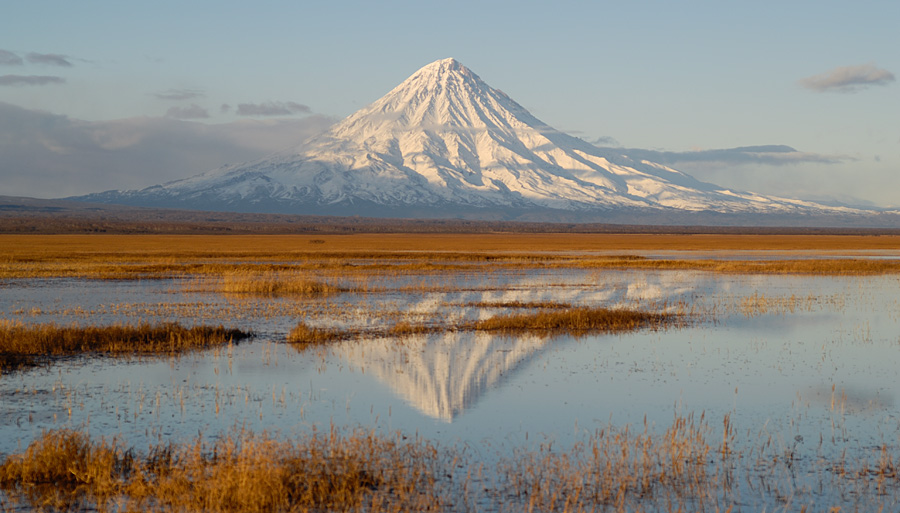
آتشفشان کرونوتسکی در ذخیره‌گاه طبیعی کرونوتسکی، شرق دریاچه کرونوتسکوی